# A la recerca de la vall encantada
A la recerca de la vall encantada (títol original en anglès, The Land Before Time) és una pel·lícula animada d'aventures de 1988 dirigida i coproduïda per Don Bluth a partir d'un guió de Stu Krieger i una història de Judy Freudberg i Tony Geiss. És produïda per Steven Spielberg, George Lucas, Kathleen Kennedy i Frank Marshall. El repartiment de veus original en anglès inclou Judith Barsi, Burke Byrnes, Gabriel Damon, Bill Erwin, Pat Hingle, Candace Hutson, Will Ryan i Helen Shaver. És la primera pel·lícula de la franquícia. S'ha doblat al català.
Produïda per Amblin Entertainment i Sullivan Bluth Studios, inclou dinosaures que viuen en temps prehistòrics. La trama presenta un jove apatosaure marró anomenat Dinet, que acaba sol després que la seva mare mori per l'atac d'un dolent tiranosaure. En Dinet fuig de la fam i les dificultats per buscar la Gran Vall, una zona lluny de la devastació per la qual han passat els dinosaures adults. En el seu viatge, coneix quatre joves companys: la Saura, un triceratop taronja; la Neguet, una Saurolophus verda; en Penat, un pteranòdon marró, i en Punxeta, un estegosaure verd. La pel·lícula explora qüestions de prejudici entre espècies diferents i les dificultats que pateixen en el seu viatge mentre es veuen guiades per l'esperit de la mare d'en Dinet i obligades a fer front a un tiranosaure.
A la recerca de la vall encantada és l'única pel·lícula de Don Bluth de la dècada de 1980 en la qual Dom DeLuise no va participar (en canvi, va protagonitzar Oliver i companyia de Disney estrenada aquell mateix dia), i l'única pel·lícula de la franquícia que no és un musical, així com l'única que es va estrenar en cinemes a tot el món. També va ser l'última pel·lícula dirigida per Bluth a ser distribuïda per Universal Pictures.
Universal va estrenar el film el 18 de novembre de 1988 amb crítiques generalment positives i va ser un èxit de taquilla, amb una recaptació de 84,4 milions de dòlars. El seu èxit, juntament amb Fievel i el nou món i Qui ha enredat en Roger Rabbit? van portar Spielberg a fundar el seu estudi d'animació, Amblimation. La primera pel·lícula va generar una franquícia amb tretze seqüeles distribuïdes directament a vídeo, una sèrie de televisió, videojocs i marxandatge, cap dels quals va comptar amb la participació de Bluth, Spielberg ni Lucas (tot i que Amblin Entertainment va participar en la sèrie de televisió com ho va ser per a Fievel's American Tails). És la tercera pel·lícula d'animació més taquillera de Don Bluth, només per darrere d'Anastàsia (1997) i Fievel i el nou món (1986).